# Egyptische stekelmuis

Acomys cahirinus - 1700-1880 - afdruk - Iconographia Zoologica - Bijzondere Collecties van de Universiteit van Amsterdam

De Egyptische stekelmuis of Caïromuis (Acomys cahirinus) is een knaagdier uit het geslacht der stekelmuizen (Acomys).

## Verwantschap
Deze soort behoort tot het ondergeslacht Acomys. In het verleden werden vrijwel alle andere soorten van het ondergeslacht Acomys in A. cahirinus geplaatst, wat het dier een verspreiding van Marokko tot Pakistan gaf, en nog steeds is het twijfelachtig of alle populaties van de Egyptische stekelmuis slechts uit een soort bestaan. De kleine Libische vorm viator Thomas, 1902 zou bijvoorbeeld een aparte soort kunnen zijn of verwant aan A. seurati, en hunteri de Winton, 1901 schijnt een iets verschillend karyotype te hebben. Het karyotype, 2n=36 bij de Egyptische stekelmuis en 2n=38 tot 68 bij andere soorten, is overigens een van de belangrijkste onderscheidende kenmerken onder de stekelmuizen. In Egypte komt een melanistische vorm van deze soort veel voor in huizen; het is een belangrijke commensale soort.

## Verspreiding
Deze soort komt voor van Libië en Egypte (inclusief de Sinaï) tot Noord-Soedan, Ethiopië en Djibouti.
Acomys: Acomys airensis · Egyptische stekelmuis (Acomys cahirinus) · Acomys chudeaui · Acomys cilicicus · Acomys cineraceus · Sinaïstekelmuis (Acomys dimidiatus) · Acomys ignitus · Acomys johannis · Acomys kempi · Kretenzische stekelmuis (Acomys minous) · Acomys mullah · Acomys nesiotes · Acomys percivali · Gouden stekelmuis (Acomys russatus) · Acomys seurati · Acomys spinosissimus · Acomys wilsoni

Peracomys: Acomys louisae

Subacomys: Acomys subspinosus